# Chiasmocleis jimi
Chiasmocleis jimi är en groddjursart som beskrevs av Ulisses Caramaschi och Cruz 200. Chiasmocleis jimi ingår i släktet Chiasmocleis och familjen Microhylidae. IUCN kategoriserar arten globalt som otillräckligt studerad. Inga underarter finns listade i Catalogue of Life.